# کارولین لارنس
کارولین لارنس (انگلیسی: Carolyn Lawrence؛ زادهٔ ۱۳ فوریهٔ ۱۹۶۷ یک هنرپیشه، و صدا پیشه اهل بالتیمور مریلند ایالات متحده آمریکا است. وی از سال ۱۹۸۷ میلادی تاکنون مشغول فعالیت بوده‌است.
از فیلم‌ها یا برنامه‌های تلویزیونی که وی در آن نقش داشته‌است می‌توان به جیمی نوترون: پسر نابغه، فیلم باب اسفنجی: اسفنج بیرون از آب، باب‌اسفنجی شلوار مکعبی اشاره کرد.
(در نقش سندی چیکس (شخصیت))
پسر نابغه، صدای سیندی گرداب در ماجراهای جیمی نوترون، صداگذاری اشلی گراهام، دختر رئیس‌جمهور در نسخه انگلیسی از بازی‌های ویدئویی ضربه رزیدنت ایول ۴ و نیز نقش کریستی آلیسون در ویدئو شب بخیر بربنک در سال ۲۰۰۸ از جمله کارهای اوست.